# Lekeitio
Lekeitio (spanisch Lequeitio) ist eine Gemeinde im spanischen Baskenland, Provinz Bizkaia. Das Städtchen mit 7.163 Einwohnern (Stand: 2024) liegt an der Mündung der Lea in die Biskaya.

## Geografie
Geografisch wird Lekeitio durch den Atlantik (im Norden und Osten), die Lea (im Osten) und den 115 m hohen Berg Lumentza (im Südosten) begrenzt. Zum Gemeindegebiet gehört die nordöstlich vom Hafen gelegene Insel Garraitz. Garraitz (auch San Nicolás oder Lumencha genannt) ist heute unbewohnt und bei Ebbe zu Fuß erreichbar. Unter bebautem Gebiet befindet sich die nicht öffentlich zugängliche Höhle Armintxe, in der steinzeitliche Felsbilder gefunden wurden.
Politisch wird das dicht besiedelte Stadtgebiet (3778 Einwohner/km²) von den dünn besiedelten Nachbargemeinden Mendexa (im Osten) und Ispaster (im Süden und Westen) begrenzt. Größere Städte in der Nähe sind Gernika (15 km im Südwesten) und Ondarroa (8 km im Südosten). Die Provinzhauptstadt Bilbao liegt 37 km entfernt.

## Einrichtungen und Gebäude
Der Ort verfügt über einen Hafen, einen Sandstrand Isuntza und die Basilika Santa Maria. Der Strand Karraspio östlich der Lea liegt in der Nachbargemeinde Mendexa.

## Persönlichkeiten
- Resurrección María de Azkue (1864–1951), Priester, Linguist, Schriftsteller, Musiker.
- Victor León Esteban San Miguel y Erce (1904–1995), römisch-katholischer Ordensgeistlicher und Apostolischer Vikar von Kuwait